# 킵 케이노
키프초게 ("킵") 케이노(스와힐리어: Kipchoge ("Kip") Keino, 1940년 1월 17일 ~ )는 전 케냐의 육상 선수이자, 현재 케냐 올림픽 위원회의 의장이다. 그는 케냐에서 훌륭한 중거리와 장거리 육상 선수들의 긴 라인에서 첫 번째였고, 오늘날에는 케냐의 육상 영웅으로 숙고되었다.

## 생애
난디 구역의 키프사모에서 태어난 케이노는 어릴 때 부모를 잃고, 숙모에게서 자라왔다. 학교를 마치고 경찰에 입대하였으며, 육상을 시작하기 전에 럭비를 하였다.
1962년 오스트레일리아 퍼스에서 열린 코먼웰스 게임에서 첫 국제 데뷔를 하였으며, 3마일 달리기에서 11위를 하였다. 1964년 도쿄 올림픽에서 5000m 5위를 하고, 1500m 결승전을 간신히 놓치고 말았다.
1965년 8월 27일 케이노는 3000m 세계 기록을 7분 39.6초로 6초 이상을 낮추었다. 그해에 열린 올아프리카 게임에서 1500m와 5000m 우승을 맛보았고, 후순에 론 클라크의 5000m 세계 기록을 깼다. 이듬해 킹스턴에서 열린 영연방 경기에서 마일과 3마일 달리기를 우승하고, 다음 영연방 경기에서는 1500m 1위와 5000m 3위를 하였다.
1968년 멕시코시티 하계 올림픽에서는 1500m 결승전에서 우승 후보이자, 세계 기록 보유자 짐 라이언을 20m 차이로 꺾고 우승하였으며, 5000m에서는 은메달을 땄다. 4년 후, 뮌헨 올림픽에서 3000m 장애물경주에서 금메달을 획득하였고, 5000m 2위를 하면서 이듬해 은퇴하였다.
1987년 자신의 고아들을 위한 업적으로 "돌보는 선수"로서 특색을 나타내며 스포츠 일러스트레이티드 잡지에 의하여 다른 7명의 선수들과 함께 "올해의 스포츠 남성과 여성"으로 선정을 나누었다.
엘도레트에는 그의 이름을 딴 경기장이 있으며, 그 근처에 자신의 이름을 딴 초등학교를 세웠다. 1996년 세계 스포츠 인도주의 명예의 전당에 헌액되었다. 2007년 브리스톨 대학교에서 명예 법률 박사로 임명되었고, 그해 초순에 나쿠루에 있는 에거턴 대학교에서 그에게 명예 학위가 수여되었다.